# آيت الحسين أويوسف (آيت سيدي يوسف)
آيت الحسين أويوسف هو دُوَّار يقع بجماعة أم ربيع، إقليم خنيفرة، جهة بني ملال خنيفرة في المملكة المغربية. ينتمي الدوّار لمشيخة آيت سيدي يوسف التي تضم 7 دواوير. يقدر عدد سكانه بـ 165 نسمة حسب الإحصاء الرسمي للسكان والسكنى لسنة 2004.

## وصلات خارجية
- البوابة الوطنية للجماعات الترابية
- المندوبية السامية للتخطيط